# Neogaleopsomyia idukkiensis
Neogaleopsomyia idukkiensis är en stekelart som beskrevs av T.C. Narendran 2005. Neogaleopsomyia idukkiensis ingår i släktet Neogaleopsomyia och familjen finglanssteklar. Inga underarter finns listade i Catalogue of Life.